# Gliese 428
Gliese 428 è una stella nella costellazione della Carena, distante circa 41 anni luce dal Sistema solare
Gliese 428 è una binaria visuale, composta da una nana arancione ed una nana rossa rispettivamente di classe spettrale K5V e M0Ve, separate visualmente tra loro di 6,9 secondi d'arco.
La principale ha una massa 0,82 volte quella del Sole, mentre la secondaria ha una massa 0,62 volte quella solare. La luminosità totale della coppia è del 35% di quella del Sole.